# 디펜드라
디펜드라 비르 비크람 샤 데브(네팔어: दीपेन्द्र वीर बिक्रम शाहदेव, 1920년 6월 27일 ~ 2001년 6월 4일)는 제 11대 네팔 국왕(재위 : 2001년 6월 1일 ~ 2001년 6월 4일)이다. 제 10대 네팔 국왕 비렌드라의 장남이다.
2001년 6월 1일에 국왕 비렌드라와 왕비 아이슈와리야를 왕족 9명을 비롯하여 많은 왕족들을 총으로 살해했다.(네팔 왕실 대학살) 살해한 직후 자살을 시도했으며, 자살 시도 이후 의식 불명인 채 즉위 했지만, 3일 후인 2001년 6월 4일에 사망하였다. 디펜드라의 즉위 한 뒤에 섭정으로 취임한 숙부의 갸넨드라가 새로운 네팔 국왕으로 즉위하였다.
| 전임 비렌드라 | 제11대 네팔 국왕 2001년 6월 1일 ~ 2001년 6월 4일 | 후임 갸넨드라 |

| 전임 비렌드라 | 네팔의 국가 원수 2001년 6월 1일 ~ 2006년 6월 4일 | 후임 갸넨드라 |

## 같이 보기
- 네팔의 역사